# NGC 3621
NGC 3621 est une vaste galaxie spirale barrée relativement rapprochée et située dans la constellation de l'Hydre. NGC 3621 a été découverte par l'astronome germano-britannique William Herschel en 1790.

## Caractéristiques
La classe de luminosité de NGC 3621 est IV et elle présente une large raie HI. Elle renferme également des régions d'hydrogène ionisé.

### Distance
Sa vitesse par rapport au fond diffus cosmologique est de 1 064 ± 23 km/s, ce qui correspond à une distance de Hubble de 15,69 ± 1,15 Mpc (∼51,2 millions d'al).
À ce jour, 47 mesures non basées sur le décalage vers le rouge (redshift) donnent une distance de 6,717 ± 1,015 Mpc (∼21,9 millions d'al), ce qui est à l'extérieur des valeurs de la distance de Hubble. Mais comme NGC 3621 est une galaxie rapprochée du Groupe local et que sa vitesse propre peut être aussi grande ou même plus grande que celle due à l'expansion de l'Univers, ces mesures sont sans doute plus fiables que celles basées sur la loi de Hubble-Lemaître.

### Galaxie isolée
De plus, c'est une galaxie du champ, c'est-à-dire qu'elle n'appartient pas à un amas ou un groupe et qu'elle est donc gravitationnellement isolée.

### Luminosité dans l'infrarouge
La luminosité de la galaxie NGC 3621 dans l'infrarouge lointain (de 40 à 400 µm)  est égale à 4,07 × 109 {\displaystyle L_{\odot }} (109,61{\displaystyle L_{\odot }}) et sa luminosité totale dans l'infrarouge (de 8 à 1 000 µm) est de 5,50 × 109 {\displaystyle L_{\odot }} (109,74{\displaystyle L_{\odot }}).

### Brillance de surface
En raison d'une brillance de surface égale à 14,51 mag/am2, on peut qualifier NGC 3621 de galaxie à faible brillance de surface (LSB en anglais pour low surface brightness). Les galaxies LSB sont des galaxies diffuses (D) avec une brillance de surface inférieure de moins d'une magnitude à celle du ciel nocturne ambiant.

### Galaxie active
Selon la base de données Simbad, NGC 3621 est une galaxie à noyau actif.

## Une galaxie à disque pur avec un petit noyau
Cette galaxie est relativement rapprochée de nous, elle occupe un vaste espace sur la sphère céleste et sa magnitude visuelle est élevée (9,4), des caractéristiques qui permettent de l'observer facilement avec un télescope de taille moyenne. Cependant, la photographie prise par la caméra WFI de l'Observatoire de La Silla de l’ESO au Chili montre que NGC 3621 a une caractéristique peu commune pour une galaxie spirale, elle n'a pas de bulbe central et par conséquent on dit d'elle que c'est une galaxie à disque pur.
La forme de cette galaxie sans bulbe suggère qu'elle n'a pas rencontré une autre galaxie, car une telle collision galactique aurait perturbé son fin disque d’étoiles, créant un petit bulbe en son centre. On pense d'ailleurs que c'est une galaxie isolée.
Comme NGC 3621 est près de nous, elle présente un intérêt certain pour les astronomes. Ils peuvent y étudier une large gamme d'objets dont les nurseries d’étoiles, les nébuleuses et les céphéides, un type d'étoiles variables utilisées par les astronomes comme repère de distance dans l'Univers. À la fin des années 1990, NGC 3621 a été l’une des 18 galaxies sélectionnées pour un projet du télescope spatial Hubble, soit l'observation des étoiles variables de type céphéide afin de mesurer le taux d’expansion de l’Univers avec une précision meilleure que tout ce qui avait été fait jusque-là . Au cours de ce projet, 69 Céphéides ont été observées dans cette seule galaxie.
Malgré l'absence d'un bulbe central, NGC 3621 possède un noyau compact et brillant, dont l'émission est caractéristique des galaxies de Seyfert de type 2. En raison de sa petitesse et de sa luminosité faible comparée à celle de la galaxie dans son ensemble, ce noyau n'a été découvert que tardivement, à l'aide du télescope spatial Spitzer. La dispersion de vitesse des étoiles de ce noyau est très élevée, faisant plus de 40 kilomètres par seconde, signe de l'existence d'une masse centrale très compacte au sein de ce noyau, masse très probablement sous la forme d'un trou noir supermassif d'une masse d'environ égale à trois millions de masses solaires. Cette masse relativement faible pour un trou noir supermassif s'explique selon toute vraisemblance par la quasi absence de bulbe dans cette galaxie. Cette caractéristique physique atypique de cette galaxie (spectre semblable à celui d'un noyau actif, mais sans bulbe, présence d'un trou noir central peu massif) pourrait en faire le représentant des galaxies dont le trou noir central est en cours de formation, alors que le bulbe central est encore non formé.

## Galerie

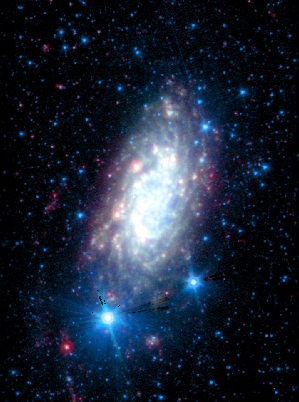
NGC 3621 en infrarouge par le télescope spatial Spitzer.
NGC 3621 dans le visible par le Very Large Telescope de l'ESO.
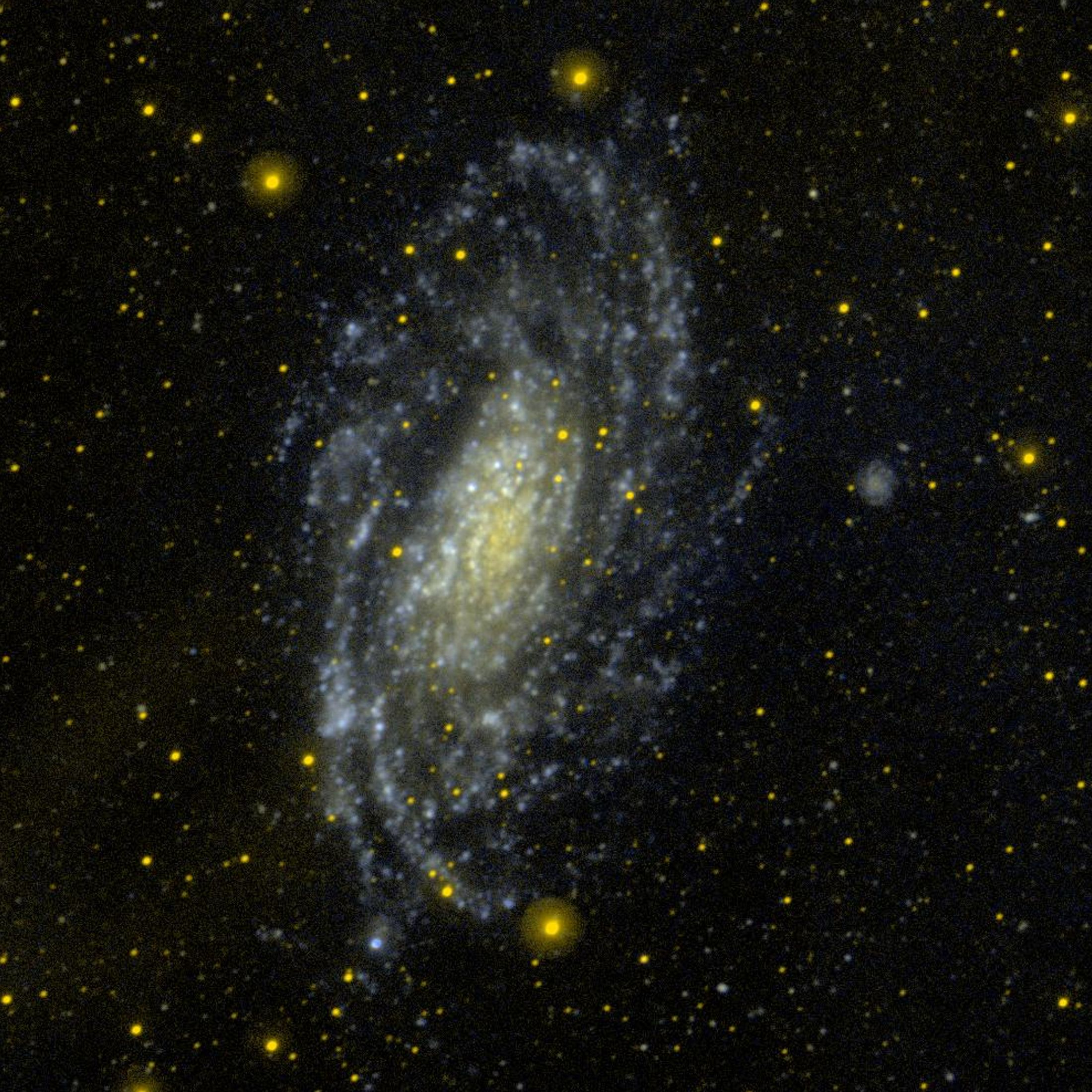
NGC en ultraviolet par le télescope spatial GALEX.
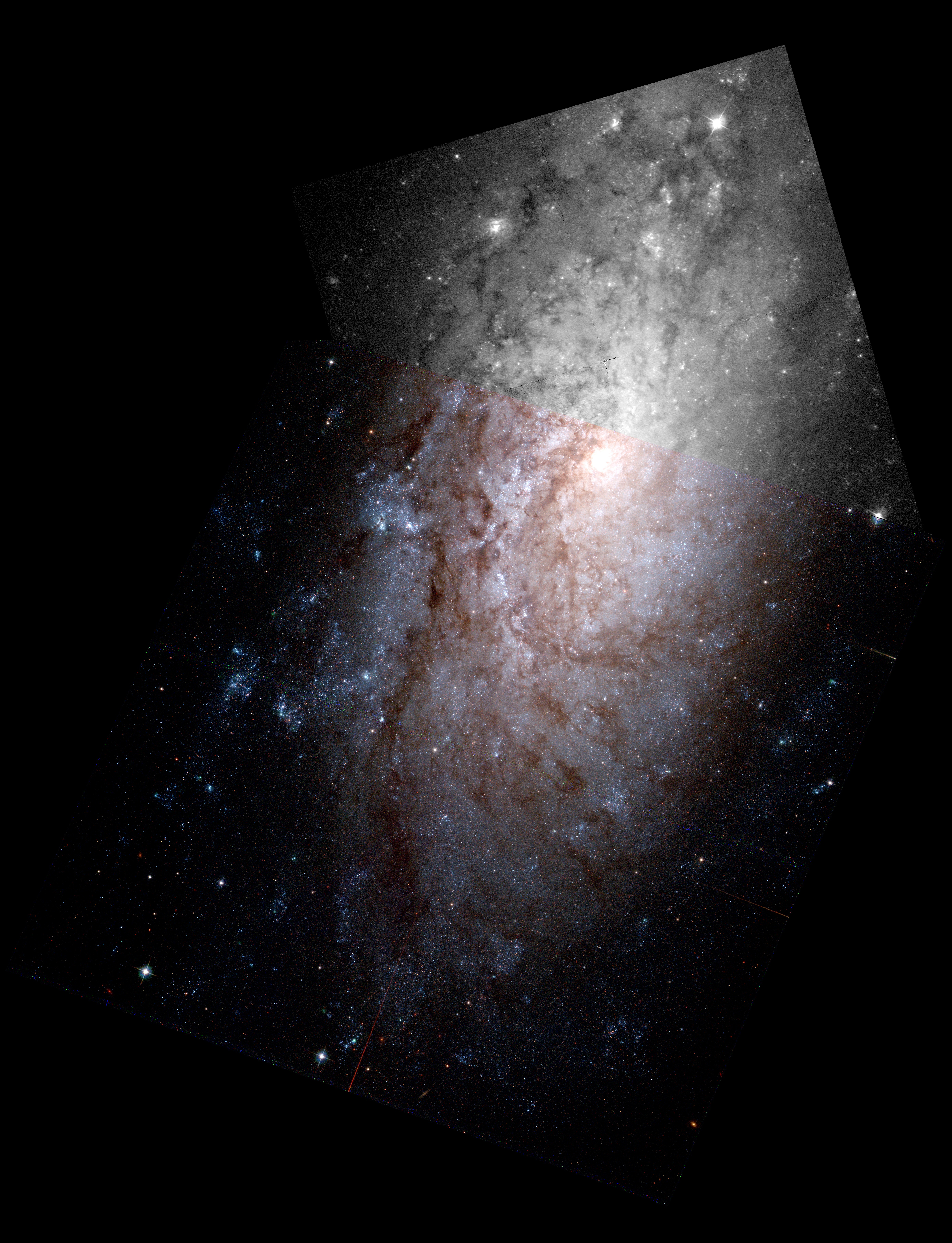
Gros plan de NGC 3621 par le télescope spatial Hubble.
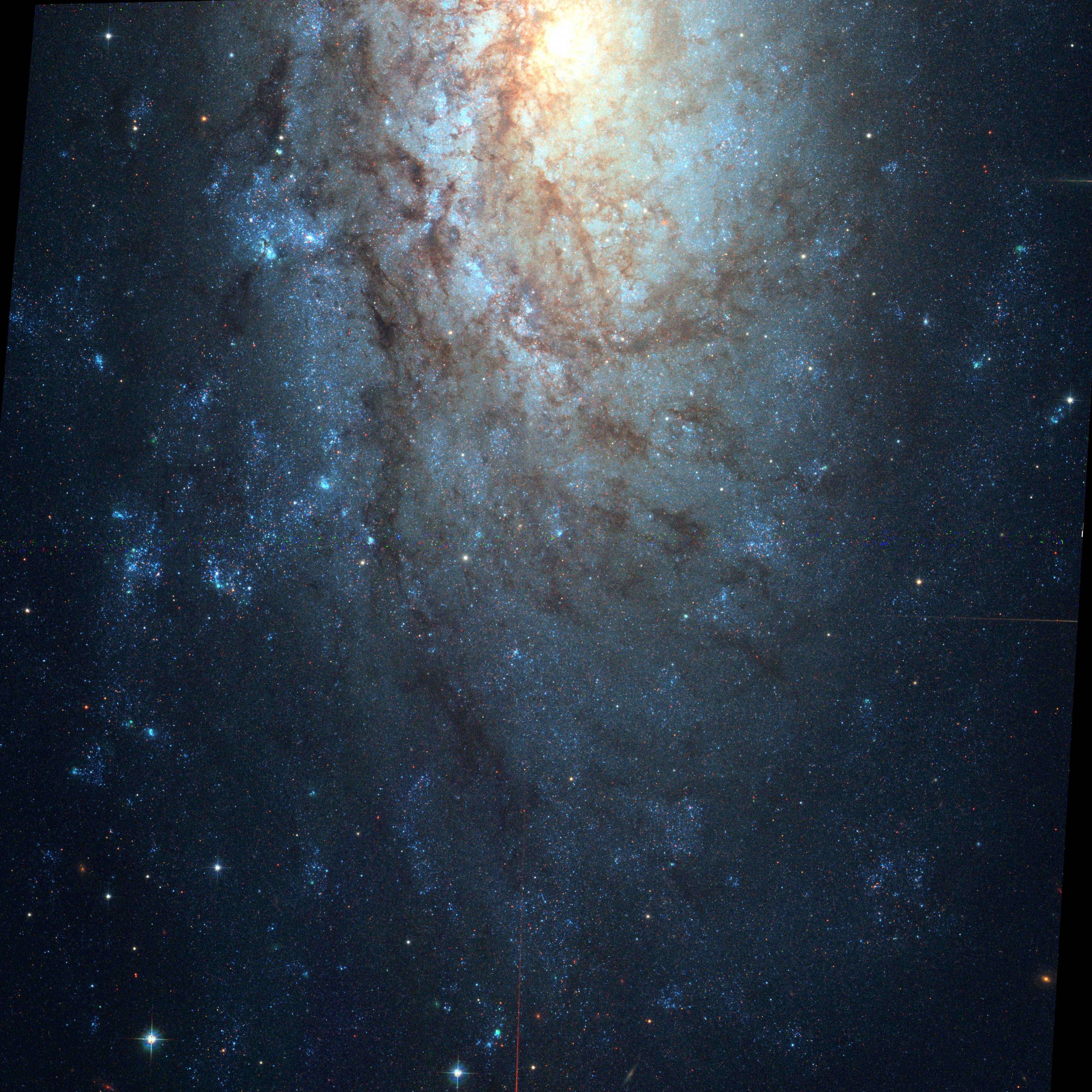
Autre image de NGC 3621 par le télescope spatial Hubble.
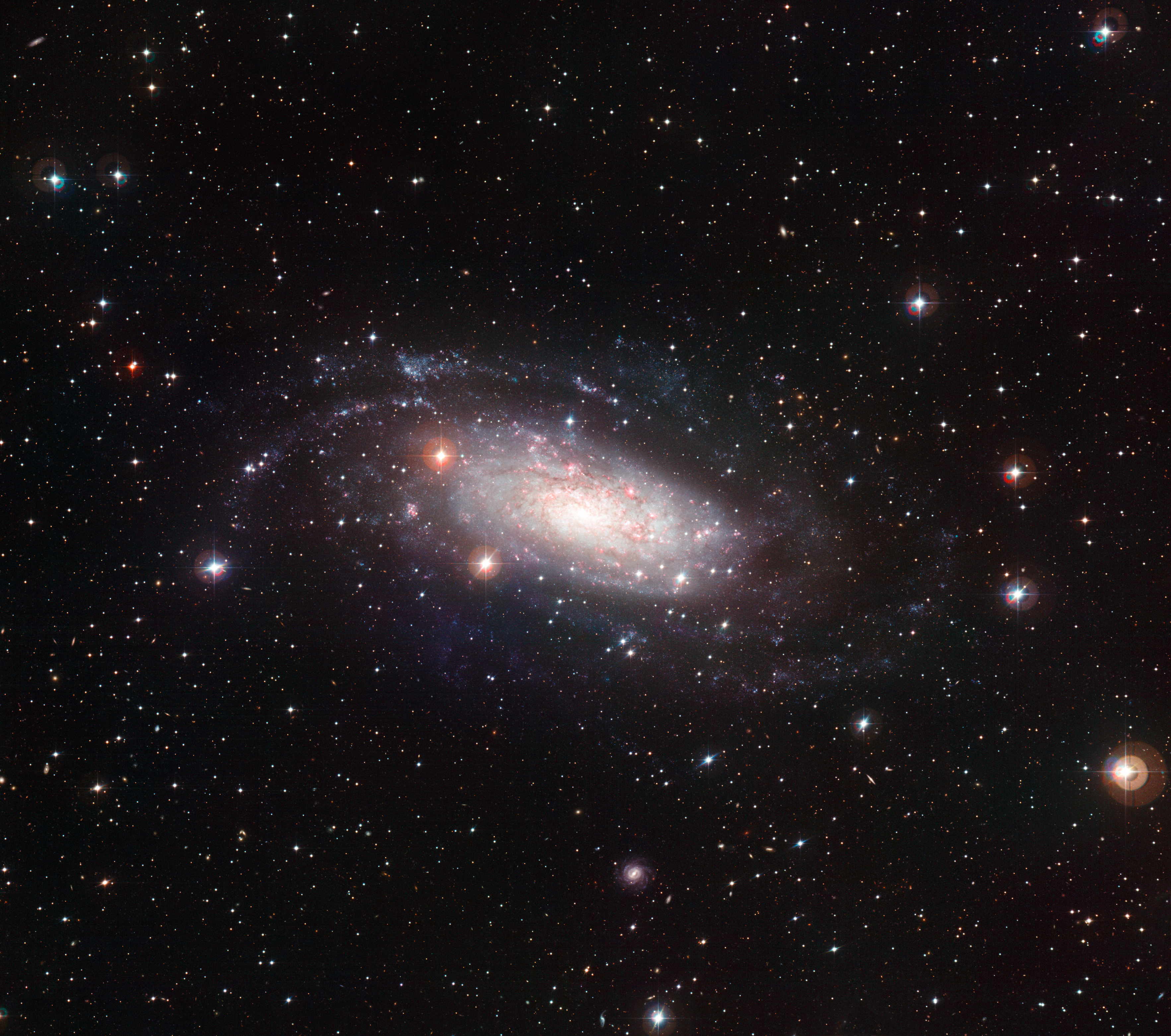
Image prise avec le Wide Field Imager (WFI) du télescope de 2,2 m de l'Observatoire de La Silla